# Catolaccus grandis
Catolaccus grandis (лат.) — вид мелких паразитических наездников рода Catolaccus из семейства птеромалиды (Pteromalidae, Chalcidoidea). Северная и Центральная Америка (Мексика, интродуцирован в США).
Используется для биологической борьбы с таким опасным вредителем, как хлопковый долгоносик (Anthonomus grandis).

## Распространение
Вид Catolaccus grandis происходит из юго-восточной Мексики и в естественном нативном ареале представлен в штатах Veracruz, Tabasco, Campeche, Yucatan, Chiapas, Nayarit и Sinaloa (Cross and Mitchell 1969, Cate et al. 1990).
В США был впервые интродуцирован в начале 1970-х годов и выпущен на экспериментальные поля в штате Миссисипи (Johnson et al. 1973).

## Описание
Длина самок 4—5,5 мм, самцов — 3,0—3,5 мм. Основная окраска блестящая чёрная (брюшко с красновто-голубовато-зелёными отблесками), скапус усика желтовато-красный, жгутик и булава коричневые, глаза красные, бёдра — красновато-бурые, голени и лапки — жёлтые.
Живёт в тропических и субтропических лесах, заражает своего естественного природного хозяина (Anthonomus grandis) на его нативных растениях, среди которых Hampea nutricia Fryxell, H. trilobata Standley, Cienfuegosia rosei Fryxel, и Gossypium hirsutum L. (Cate et al. 1990).
У Catolaccus grandis известны только два природных вида-хозяина, на которых он паразитирует: хлопковый долгоносик (Anthonomus grandis) и его близкородственный вид Anthonomus hunteri, который населяет полуостров Юкатан. Однако, в лабораторных условиях он успешно заражал ещё три вида, включая жуков-долгоносиков Callosobruchus maculatus (F.), Chalcodermus aeneus Boheman и Anthonomus eugenii Cano (Rojas et al. 1998, 1999).
Впервые был описан в 1954 году под названием Heterolaccus grandis Burks, 1954.
Методы разведения Catolaccus grandis были разработаны в между 1985 и 1992, что сделало возможным использование этого паразитоида в целях биологического контроля насекомых вредителей (Cate 1987, Morales-Ramos et al. 1994). Многие инсектициды оказывают отрицательное воздействие не только на долгоносика, но и на его паразитоида Catolaccus grandis. Вид пока ещё не используется в коммерческих целях, но его экспериментальным массовым разведением занимается Субтропический центр в Техасе (USDA-ARS Subtropical Agricultural Research Center in Weslaco, 1999—2000).
Еженедельный выпуск 500 самок наездника на один акр в течение 6 недель подряд приводит к существенному снижению численности хлопкового долгоносика, снижая потери от этого вредителя (Coleman et al. 1996, King et al. 1995, Summy et al. 1995a). Однако, так как этот паразитоид не перезимовывает в США, требуется ежегодное проведение этих мероприятий.

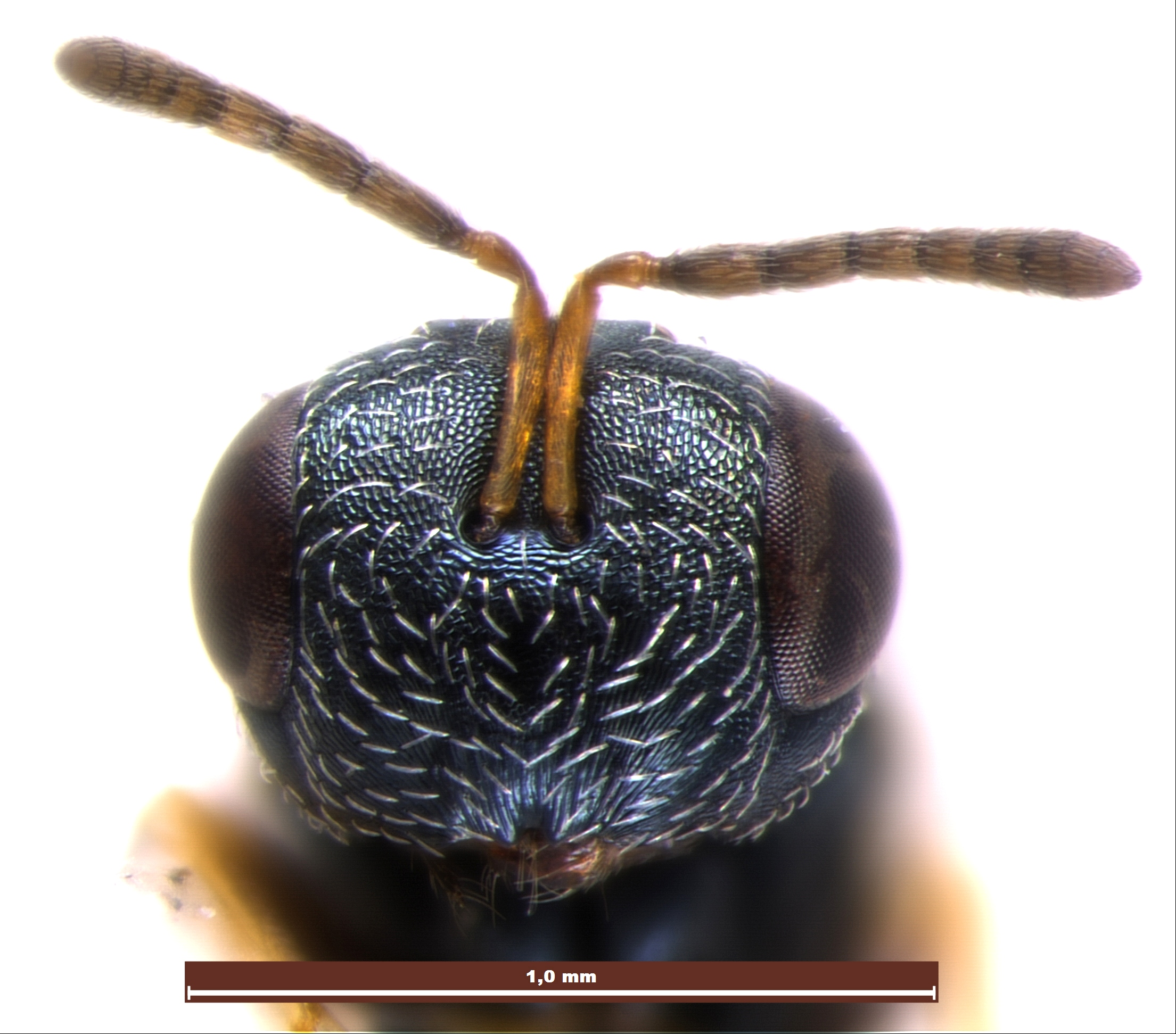
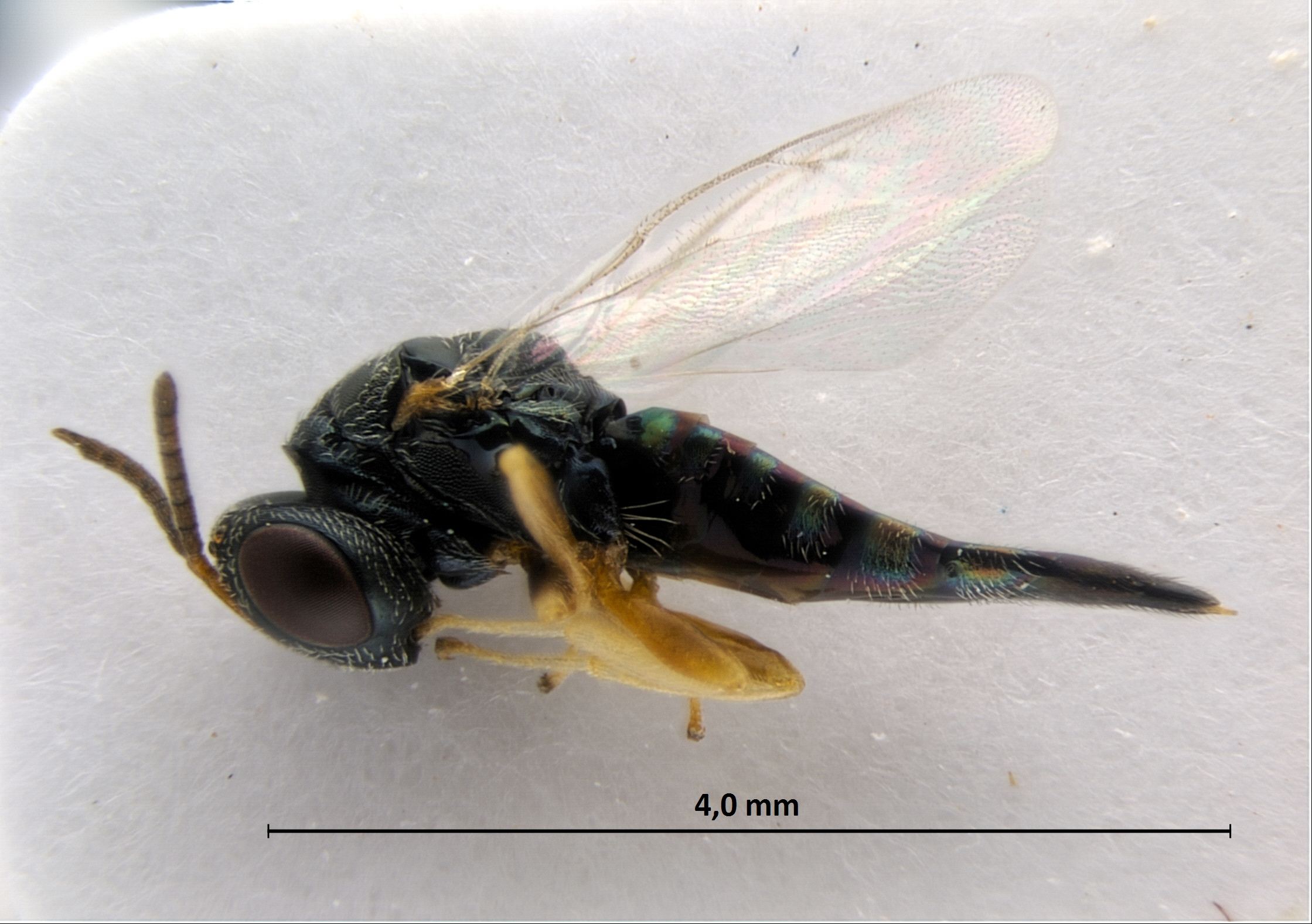